# حرازه
حرازه (به عربی: حرازة) یک شهرداری در الجزایر است که در استان برج بوعریریج واقع شده‌است. حرازه ۵٬۷۰۷ نفر جمعیت دارد.